# Alfred Engelhardt (Chemiker)
Alfred Engelhardt  (* 16. September 1888 in Elberfeld; † 18. Dezember 1972 in Bad Homburg vor der Höhe) war ein deutscher Chemiker und Kommunalpolitiker.

## Leben
Engelhardt wurde als älterer Sohn des Kaufmanns Heinrich Engelhardt in Elberfeld geboren. Nach dem Abitur studierte er in München und in Berlin Allgemeine Naturwissenschaften und wurde in Berlin 1911 promoviert.
Nach einer einjährigen Tätigkeit als Privatassistent in Berlin kehrte er nach Elberfeld zurück. In der damals noch kleinen Farbenfabrik Bayer arbeitete er als Chemiker. Als die Firma vergrößert wurde, ging er mit nach Leverkusen und forschte dort unter anderem an Verfahren zur Entwicklung der Kunststoffindustrie.
1914 heiratete er Elfriede Störring, die Älteste von fünf Töchtern des Fabrikanten Hermann Störring in Ennepetal-Voerde. Für die damalige Zeit selten, hatte sie für sich bei ihrem Vater eine Ausbildung zur Lehrerin durchgesetzt. 1915 und 1925 wurden die beiden Kinder, Hans Hermann und Friedel, geboren.
1930 verlegte  Engelhardt seine berufliche Tätigkeit nach Frankfurt am Main. Dort hatte er seinen Arbeitsschwerpunkt in der Auswertung verschiedener Verfahren der chemischen Technik. Seinen Wohnsitz nahm er mit seiner Familie in Bad Homburg v. d. Höhe.

## Politik
Als er sich 1945 der Stadt Bad Homburg vor der Höhe zur ehrenamtlichen Mitarbeit am Wiederaufbau zur Verfügung stellte, verfügte er bereits über Erfahrungen in der Kommunalpolitik aus seiner Leverkusener Zeit.
Nach seiner Tätigkeit im Stadtparlament und als Gemeindevertreter erfolgte am 4. November 1946 seine Wahl zum Vorsteher der Stadtverordnetenversammlung. Dieses Amt hatte er zehn Jahre lang inne, dem Stadtparlament gehörte er insgesamt siebzehn Jahre lang an. 1960 wurde er zum Fraktionsvorsitzenden der CDU-Stadtverordnetenfraktion gewählt.
Sein Interesse galt der Pflege und Erhaltung, dem weiteren Ausbau des ehemaligen Weltbades und der Anpassung an die geänderten Zeitverhältnisse. Ebenfalls sah er eine besondere Aufgabe in der Pflege und Förderung öffentlicher Veranstaltungen, die der Unterhaltung, dem Sport und insbesondere dem kulturellen Leben dienten.
Landrat Eberlein und Oberbürgermeister Horn, seine Vorgänger in der Verleihung der Ehrenbürgerwürde und Kollegen in der Kommunalpolitik, fanden in Engelhardt einen Verbündeten.

„Vertraut mit jeder Einzelheit des verwickelten Etats, voller Leidenschaft für alle Belange der Stadt, begabt mit hoher diplomatischer Kunst im Ausgleich der Gegensätze seiner Versammlung, erfreut sich Dr. Engelhardt der Verehrung und Liebe der gesamten Bürgerschaft.“

Die Verleihungsurkunde bringt die Verdienste, die sich Engelhardt um Bad Homburg v. d. Höhe erwarb, zum Ausdruck:

„Durch seine vorzüglichen charakterlichen Eigenschaften, sein großes Verantwortungsbewusstsein und seine stets tolerante und soziale Grundeinstellung erwarb er sich im gesamten Stadtparlament und in weiten Bevölkerungskreisen höchstes Ansehen. Seine Verdienste, die er sich insbesondere in den ersten schweren Nachkriegsjahren um den Wiederaufbau des Gemeinwesens unserer Stadt und um das Wohl ihrer Bevölkerung erwerben konnte, sind von hervorragender Bedeutung und haben bleibenden Wert, weshalb ihm die höchste Ehrung, die eine Gemeinde zu vergeben hat, verliehen wird.“

## Ehrungen
1963 wurde er anlässlich seines 75. Geburtstages zum Ehrenbürger der Stadt Bad Homburg vor der Höhe ernannt.